# Santuario della Madonna delle Grazie (Spezzano Albanese)
Il santuario della Madonna delle Grazie di Spezzano Albanese è un edificio religioso di culto cattolico italiano. È dedicato a Maria, madre di Gesù, ed è stato edificato nel XVI secolo. Sorge nella parte storica del paese, in posizione dominante sulla piana di Sibari.

## Storia
Nato come una piccola cappella, nei secoli venne allargato con la costruzione di due navate laterali, il campanile ed un atrio d'ingresso, delimitato da tre maestosi cancelli in ferro battuto datati 1930.

## Le Origini
Le Radici Si Intrecciano Nel 1470
Quando Gli Migranti Albanesi Lasciarono La Loro Patria Per Venire Nel Regno D'Italia
Per Sfuggire Alle Persecuzioni Turche Ed Ottomane. E Avendo Avuto Permesso Dal Allora Giuseppe Vespasiano Spinelli, Gli Abitanti Sì Potevano Insediarsi In Un Casale Chiamato "Casale Delle Grazie". e sempre Durante quest'epoca si diffuse la notizia Di aver visto la Madonna sempre nello stesso posto della apparizione  e da lì la piccola cappella delle grazie venne edificata fino ad allargarsi ed diventare come quella per cui la conosciamo Oggi Un Santuario.

## La leggenda sull'origine
Riguardo al santuario è nota una leggenda, le cui radici si intrecciano con la storia del luogo. I riferimenti alle genti d'Albania, migrate nel XV secolo verso il Sud Italia (in buon numero anche a Spezzano) per trovare riparo dall'invasione turca, sono infatti alla base della narrazione. La leggenda testimonia anche la particolare devozione degli albanesi di Spezzano alla Madonna.
Si narra che era un comune giorno di un tempo non ben definito, quando ancora natura e uomo convivevano armoniosamente. Due ragazzi, abitanti dell'allora piccolo villaggio, erano intenti a pascolare le loro caprette nel bosco. Uno dei due si allontanò alla ricerca di cibo e, d'un tratto, fu colpito da un grosso bagliore luminoso. Chiamò subito l'altro per mostrargli il fenomeno, ed entrambi rimasero colpiti dalla bellezza immobile di una gran Signora seduta su un trono, con un bimbo sul braccio destro ed un libro nell'altra mano. La Signora – ossia la Vergine Maria – chiese di avere in quel luogo una cappella a lei dedicata. La notizia ben presto si sparse per il piccolo borgo, che allora sorgeva intorno al luogo dell'apparizione. In molti si recarono sul posto per assistere al grande evento. La devozione comune spinse tutti a soddisfare quella richiesta, e la piccola cappella delle Grazie venne edificata.

## Il culto

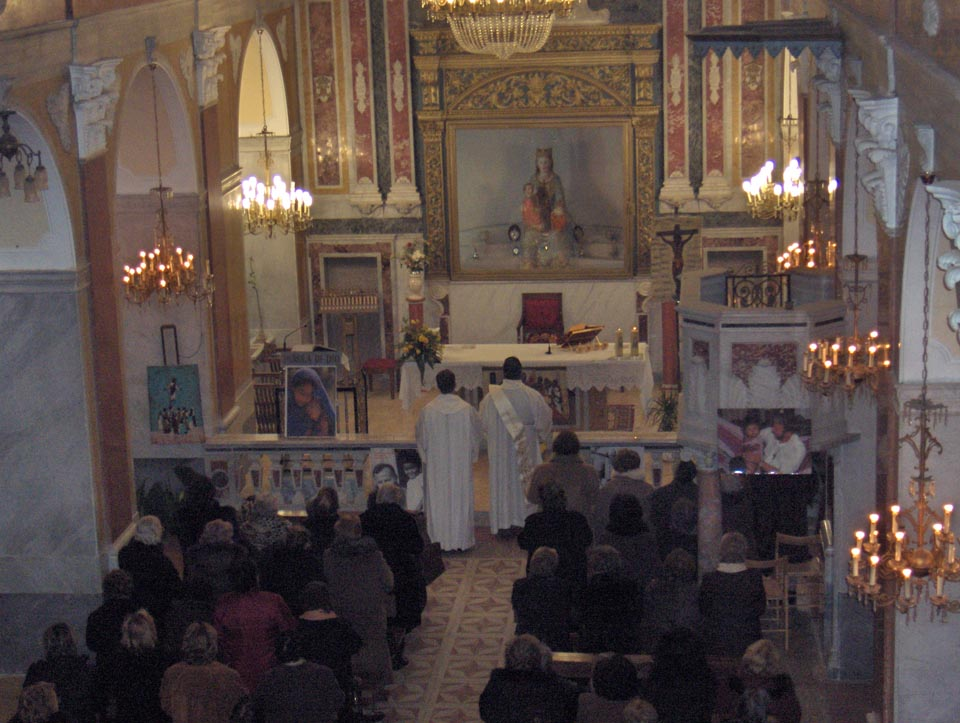
L'interno del santuario durante la celebrazione del Rosario.

Molto caratteristico, nella celebrazione del Rosario, è l'utilizzo della «coroncina di don Ferdinando Guaglianone», che richiama il senso devozionale storicamente presente nella comunità spezzanese. Questa coroncina (una serie particolare di preghiere) è costituita da versi cantati in coro e da preghiere recitate dal sacerdote officiante.

## La festa
La festa della Madonna delle Grazie si conserva ancor oggi a Spezzano.
La preparazione alla ricorrenza avviene in Quaresima con i «sabati della Madonna»; il giorno di Pasqua invece dà inizio alla grande festività (con l'allestimento delle bancarelle e l'apertura della pesca di beneficenza).
Il Lunedì dell'Angelo, si tengono numerose messe in onore della Madonna (alcune anche celebrate specialmente per i giovani), e alta è l'affluenza di pellegrini dal circondario. La serata del lunedì è allietata da gruppi canori, che si esibiscono nell'ampio spazio davanti alla "Casa del Pellegrino". Qui vengono allestite mostre di quadri raffiguranti la "Santa Vergine delle Grazie", realizzati dai fedeli ed offerti al santuario.
Il giorno della festa, il martedì dopo Pasqua, si celebra una santa messa solenne, presieduta dal vescovo locale. Nel pomeriggio, caratteristica è la processione con la statua della Madonna, che parte dal santuario e si snoda tra le vie del paese, con l'accompagnamento della banda musicale e di cori tradizionali. Al ritorno al tempio, la celebrazione di un'ulteriore messa all'aperto. Segue – usanza da poco consolidata – una gara di canto, oltre alla classica "giostra dell'incanto", una sorta di asta di beneficenza di animali e doni offerti dai fedeli. La giornata si conclude con dei fuochi d'artificio.
La giornata seguente, la festività si conclude con una messa di ringraziamento e la conclusione della pesca, con l'estrazione dei biglietti vincenti e la vittoria delle immagini sacre.